# Lac Quinault
Pour les articles homonymes, voir Quinault.
 (août 2016).
Si vous disposez d'ouvrages ou d'articles de référence ou si vous connaissez des sites web de qualité traitant du thème abordé ici, merci de compléter l'article en donnant les références utiles à sa vérifiabilité et en les liant à la section « Notes et références ».
Le lac Quinault (en anglais : Lake Quinault) est un lac de la péninsule Olympique relevant du comté de Grays Harbor, dans le Washington, aux États-Unis. Le lac est situé dans la réserve indienne des Quinaults, sa rive nord relevant du parc national Olympique et sa rive sud de la forêt nationale Olympique.

## Géographie
Son altitude est de 58 m[réf. nécessaire].